# 朗根莫森
朗根莫森是德国巴伐利亚州的一个市镇。总面积23.90平方公里，总人口1498人，其中男性761人，女性737人（2011年12月31日），人口密度63人/平方公里。